# Escala RACE
L'escala RACE és una escala neurològica simple i ràpida creada per a valorar pacients amb ictus agut a nivell prehospitalari i detectar els casos amb una alta probabilitat de tenir una oclusió arterial de gran vas, candidats, per tant, a ser tractats amb tècniques endovasculars a centres terciaris d'ictus.
L'escala RACE és una simplificació de l'escala NIHSS, fent servir els ítems amb major capacitat per predir la presència d'una oclusió de gran vas. Valora 5 ítems: parèsia facial, parèsia braquial, parèsia crural, desviació oculocefàlica i afàsia/agnòsia, amb una puntuació total de 0 a 9.
Una puntuació ≥ 5 permet sospitar la presència d'oclusió de gran vas arterial amb una sensibilitat del 85% i especificitat del 69%.